# Prise de Coruche
 (avril 2025).
La prise de Coruche fut l'une des campagnes almohades contre le Portugal, Abu Yaqub Yusuf envoya son fils aîné Abu Yusuf Yaqub al-Mansur mener une campagne contre le Royaume de Portugal et prise Coruche.

## Déroulement
En réponse à la campagne menée par les Portugais en Al-Andalus occidental, Abu Yaqub Yusuf lança une campagne contre le Portugal sous la direction de son fils aîné Abu Yusuf Yaqub al-Mansur. Al-Mansur pénétra dans les terres méridionales du Royaume de Portugal, pilla la plupart d'entre elles et assiégea Abrantes sans succès. Les armées almohades se dirigèrent vers la rivière Sorraia et a pris Coruche, tuant ses habitants et prenant les survivants comme prisonniers. Cela marqua la fin de leur campagne dans l'Alentejo.

## Conséquences
Les Almohades reconstruisirent les forts autour de la ville pour repousser toute future attaque Portugais et la ville fut repeuplée. La guerre continua activement dans l'Alentejo. En 1181, les musulmans de Séville, dirigés par Muhammad Abu Yusuf ibn Modin, attaquèrent l'Alentejo et pillèrent Évora et les environs. La même année, l'amiral Abdallah ibn Ishaq Abu Jami affronta la flotte portugaise près de l'embouchure du Tage, ce qui provoqua le chaos dans la région.